# LASK Linz
Linzer-Athletik-Sport-Klub (normalt bare kendt som LASK Linz,  [lask lɪnʦ] ?) er en østrigsk fodboldklub fra byen Linz i Oberösterreich. Klubben spiller i landets bedste liga, den østrigske Bundesliga, og har hjemmebane på Linzer Stadion. Klubben blev grundlagt den 7. august 1908, og har siden da vundet et enkelt mesterskab og én pokaltitel, der begge blev sikret i 1965.

## Titler
- Østrigsk Bundesliga (1): 1965

- Østrigsk Pokalturnering (1): 1965

## Kendte spillere
- Ivica Vastić
- Hugo Sánchez
- Erik Mykland

## Danske spillere
- Peter Enevoldsen
- Mads Emil Madsen